# Three for a Quarter, One for a Dime
Albums de Archie Shepp
Mama Too Tight
(1966) The Magic of Ju-Ju
(1967)
Three for a Quarter, One for a Dime est un album de Archie Shepp enregistré en 1966 sur le label Impulse!.

## Titres
1. Three for a Quarter, One for a Dime - (Shepp)
2. Keep Your Heart Right - (Rudd)
3. Lady Sings the Blues - (Nichols)
4. Wherever June Bugs Go - (Shepp)
5. In a Sentimental Mood - (Ellington, Kurtz, Mills)
6. Sylvia - (Speaks)

## Composition du groupe
- Archie Shepp: saxophone ténor, piano, voix
- Roswell Rudd: trombone
- Beaver Harris: batterie
- Donald Garrett: contrebasse
- Lewis Worrell: contrebasse

## Sources
- (en) Three for a Quarter, One for a Dime sur allmusic.com